# Fitoliti

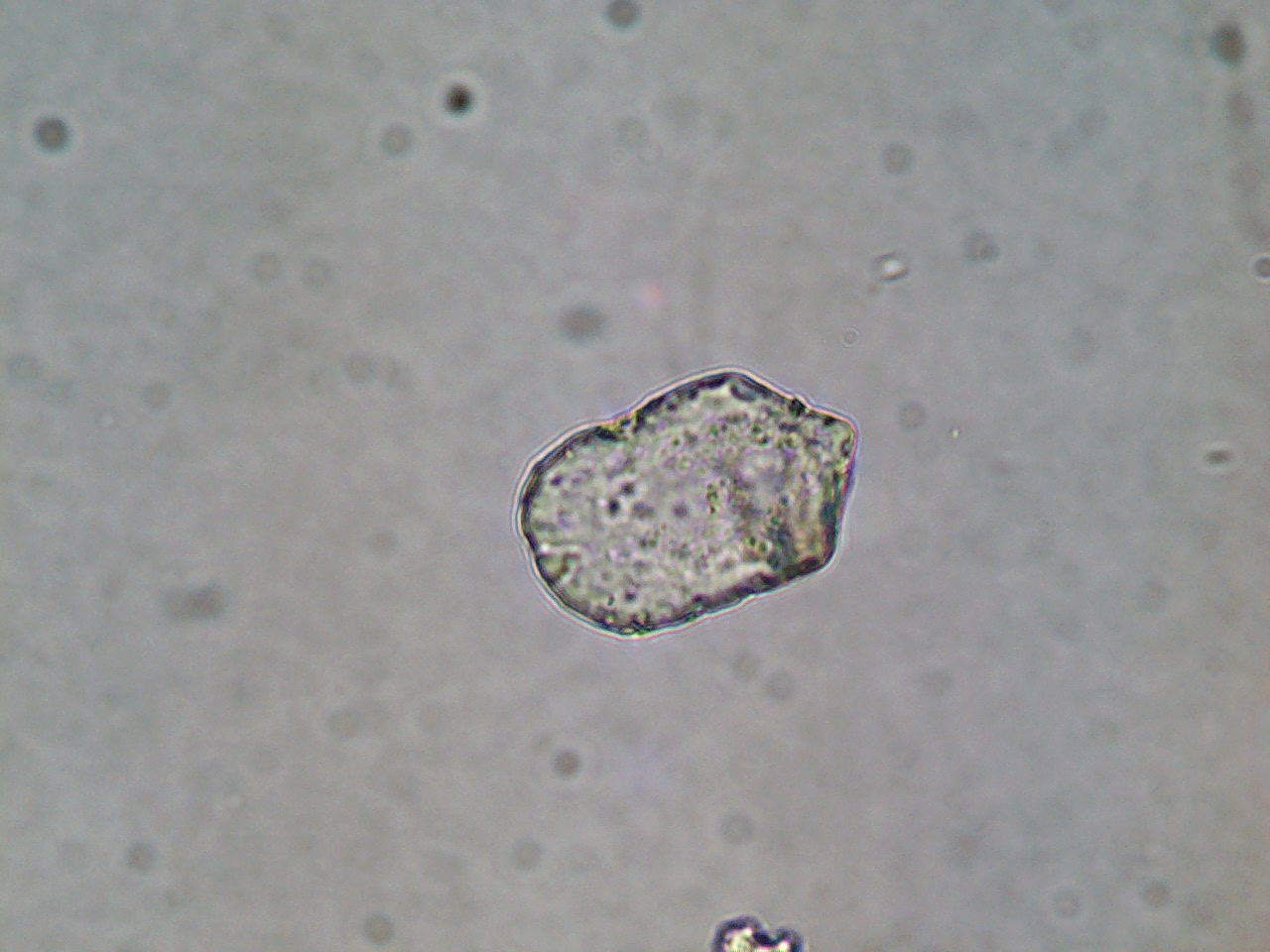
fitoliti al microscopio ottico

I fitoliti sono deposizioni di silice amorfa nelle cellule vegetali. Sono presenti soprattutto nelle piante erbacee dove
aumentano la rigidità dei fusti e delle foglie.
Sono composti inorganici, non soggetti al decadimento, molto resistenti (conservano la loro forma fino a 300 °C) e sono quindi facilmente reperibili nel terreno ad esempio dopo un incendio (fino a 5-6 kg per metro quadrato).
Sono trasparenti alla luce, a contorno definito se visti al microscopio o bruno opache se conservano tracce di carbonio.
Le dimensioni sono variabili (tra 20 µm ed 1 mm circa) e dipendono dall'età della cellule, dall'intensità dell'attività fisiologica della pianta, dalle diverse specie vegetale che li ha prodotti. La composizione chimica li rende praticamente indistruttibili.

## Formazione
Tra le varie sostanze che le piante assorbono per via radicale, si trova nel terreno in varia concentrazione l'acido ortosilicico H4SiO4. Finché è in bassa concentrazione nei succhi cellulari rimane in soluzione, ma nelle parti soggette a traspirazione più intensa come le parti aeree (in particolare foglia e fiore) la perdita d'acqua lo fa precipitare sotto forma di biossido di silicio, SiO2, detto anche silice idrata o opale biogeno
H4SiO4=SiO2+nH2O
La precipitazione del biossido di silicio comporta la formazione di sottili pellicole che mineralizzano le pareti cellulari(mineralizzazione), il deposito può anche formarsi all'interno della cellula stessa (deposito intercellulare che comporta l'occlusione della stessa, trasformandola in calcolo minerale), o può anche creare dei bastoncelli allungati fra cellule e cellula.
Tutte le piante assorbono per via radicale l'acido ortosilicico, in diversa misura a seconda della fisiologia della pianta, della presenza dell'acido ortosilicico nel terreno e del PH del suolo.
Le piante che producono il maggio numero di fitoliti sono le Monocotiledoni, che ne contengono fino a dieci/venti volte in più delle dicotiledoni.
In particolare la produzione è operata da tre importanti famiglie botaniche: Graminaceae, Juncaceae e Cyperaceae.
Recenti studi hanno cercato di valutare la produzione di fitoliti degli alberi, riscontrando una discreta produzione da parte di Aceraceae, Ulmaceae e Moraceae.
Sono molto utili nelle ricerche paleontologiche, archeologiche e archeobotaniche in quanto, assieme ai semi, sono le parti delle piante che si conservano più facilmente. Essi permettono l'identificazione dei vegetali, in quanto conservano l'impronta della cellula di origine.